# Comté administratif d'Angleterre
Pour les articles homonymes, voir Comté administratif.
Les comtés administratifs d’Angleterre étaient une subdivision administrative de l'Angleterre utilisée par les gouvernements locaux de 1889 à 1974. Ils furent créés par la Loi de gouvernement local de 1888 (Local Government Act 1888).  
la Loi de gouvernement local de 1963 (Local Government Act 1963), entrée en vigueur en 1965 modifia les frontières des comtés. Le comté de Londres fut agrandi et renommé Grand Londres.
En 1974, les comtés administratifs d’Angleterre furent supprimés par la Loi de gouvernement local de 1972 (Local Government Act 1972). Ils furent remplacés par les Comtés métropolitains et non-métropolitains d'Angleterre.
| Comtés administratifs d’Angleterre de 1890 à 1965 | |  |
| 1. Northumberland 2. Durham 3. Westmorland 4. Cumberland 5. Lancashire 6. Yorkshire, West Riding 7. Yorkshire, North Riding 8. Yorkshire, East Riding 9. Lincolnshire, Parts of Lindsey 10. Lincolnshire, Parts of Holland 11. Lincolnshire, Parts of Kesteven 12. Nottinghamshire 13. Derbyshire 14. Cheshire 15. Salop (Shropshire) 16. Staffordshire 17. Warwickshire 18. Leicestershire 19. Rutland 20. Northamptonshire 21. Soke of Peterborough 22. Huntingdonshire 23. Cambridgeshire 24. Isle of Ely | 1. Norfolk 2. East Suffolk 3. West Suffolk 4. Essex 5. Hertfordshire 6. Bedfordshire 7. Buckinghamshire 8. Oxfordshire 9. Gloucestershire 10. Worcestershire 11. Herefordshire 12. Wiltshire 13. Berkshire 14. Middlesex 15. London 16. Kent 17. Sussex de l'Est 18. West Sussex 19. Surrey 20. Southamptonshire ; (Hampshire) 21. Île de Wight 22. Dorset 23. Somerset 24. Devon 25. Cornwall |  |

| Comtés administratifs d’Angleterre de 1965 à 1974 | |  |
| 1. Northumberland 2. Durham_(comté) 3. Westmorland 4. Cumberland 5. Lancashire 6. West Riding of Yorkshire 7. North Riding of Yorkshire 8. East Riding of Yorkshire 9. Lindsey 10. Holland 11. Kesteven 12. Nottinghamshire 13. Derbyshire 14. Cheshire 15. Salop (Shropshire) 16. Staffordshire 17. Warwickshire 18. Leicestershire 19. Rutland 20. Northamptonshire 21. Huntingdon and Peterborough | 1. Cambridgeshire and the Isle of Ely 2. Norfolk 3. East Suffolk 4. West Suffolk 5. Essex 6. Hertfordshire 7. Bedfordshire 8. Buckinghamshire 9. Oxfordshire 10. Gloucestershire 11. Worcestershire 12. Herefordshire 13. Wiltshire 14. Berkshire 15. Greater London 16. Kent 17. Sussex de l'Est 18. West Sussex 19. Surrey 20. Hampshire 21. Île de Wight 22. Dorset 23. Somerset 24. Devon 25. Cornwall |  |